# Élections cantonales de 2004 dans le Lot
Les élections cantonales ont eu lieu les 21 et 28 mars 2004.
Lors de ces élections, 16 des 31 cantons du Lot ont été renouvelés. Elles ont vu l'élection de la majorité socialiste dirigée par Gérard Miquel, succédant à Jean Milhau, président PRG du conseil général depuis 1994.

## Résultats à l’échelle du département
Répartition départementale des résultats (2e tour).
- PS (30,75 %)
- PRG (9,75 %)
- DVG (22,09 %)
- Divers (10,66 %)
- UMP (16,06 %)
- DVD (10,67 %)

| Étiquette      | Étiquette                          | Premier tour | Premier tour | Second tour | Second tour | Sièges |
| Étiquette      | Étiquette                          | Voix         | %            | Voix        | %           | Sièges |
| -------------- | ---------------------------------- | ------------ | ------------ | ----------- | ----------- | ------ |
|                | Parti socialiste                   | 12 663       | 26,66        | 6 379       | 30,75       | 7      |
|                | Parti radical de gauche            | 9 675        | 20,37        | 2 023       | 9,75        | 5      |
|                | Divers gauche                      | 6 119        | 12,88        | 4 582       | 22,09       | 3      |
|                | Parti communiste français          | 4 557        | 9,59         |             |             |        |
|                | Les Verts                          | 1 893        | 3,99         |             |             |        |
|                | Extrême gauche                     | 114          | 0,24         |             |             |        |
| Gauche         | Gauche                             | 35 021       | 73,73        | 12 984      | 62,59       | 15     |
|                |                                    |              |              |             |             |        |
|                | Union pour un mouvement populaire  | 5 109        | 10,76        | 3 332       | 16,06       | 0      |
|                | Divers droite                      | 3 833        | 8,07         | 2 214       | 10,67       | 0      |
|                | Union pour la démocratie française | 1 011        | 2,13         |             |             |        |
|                | Front national                     | 752          | 1,58         |             |             |        |
|                | Extrême droite                     | 61           | 0,13         |             |             |        |
| Droite         | Droite                             | 10 766       | 22,67        | 5 546       | 26,73       | 0      |
|                |                                    |              |              |             |             |        |
|                | Divers                             | 1 713        | 3,61         | 2 212       | 10,66       | 1      |
|                |                                    |              |              |             |             |        |
| Inscrits       | Inscrits                           | 71 722       | 100,00       | 29 679      | 100,00      |        |
| Abstention     | Abstention                         | 20 605       | 28,73        | 7 573       | 25,52       |        |
| Votants        | Votants                            | 51 117       | 71,27        | 22 106      | 74,48       |        |
| Blancs et nuls | Blancs et nuls                     | 3 617        | 7,08         | 1 364       | 6,17        |        |
| Exprimés       | Exprimés                           | 47 500       | 92,92        | 20 742      | 93,83       |        |

## Résultats par canton

### Canton de Cahors-Nord-Est
| Candidats      | Candidats         | Étiquette      | Premier tour | Premier tour | Second tour | Second tour |
| Candidats      | Candidats         | Étiquette      | Voix         | %            | Voix        | %           |
| -------------- | ----------------- | -------------- | ------------ | ------------ | ----------- | ----------- |
|                | Dominique Orliac* | PRG            | 1 360        | 40,94        | 2 023       | 59,73       |
|                | Michel Roumégoux  | UMP            | 1 041        | 31,34        | 1 364       | 40,27       |
|                | Roland Hureaux    | DVD            | 305          | 9,18         |             |             |
|                | Marie Pique       | PCF            | 264          | 7,95         |             |             |
|                | Fabien Seguier    | Verts          | 238          | 7,16         |             |             |
|                | Alain Rey         | EXG            | 114          | 3,43         |             |             |
|                |                   |                |              |              |             |             |
| Inscrits       | Inscrits          | Inscrits       | 5 182        | 100,00       | 5 183       | 100,00      |
| Abstention     | Abstention        | Abstention     | 1 638        | 31,61        | 1 535       | 29,62       |
| Votants        | Votants           | Votants        | 3 544        | 68,39        | 3 648       | 70,38       |
| Blancs et nuls | Blancs et nuls    | Blancs et nuls | 222          | 6,26         | 261         | 7,15        |
| Exprimés       | Exprimés          | Exprimés       | 3 322        | 93,74        | 3 387       | 92,85       |

*sortant

### Canton de Cahors-Nord-Ouest
| Candidats      | Candidats      | Étiquette      | Premier tour | Premier tour | Second tour | Second tour |
| Candidats      | Candidats      | Étiquette      | Voix         | %            | Voix        | %           |
| -------------- | -------------- | -------------- | ------------ | ------------ | ----------- | ----------- |
|                | Marc Baldy*    | DVG            | 2 352        | 47,27        | 3 511       | 68,78       |
|                | Martine Moles  | UMP            | 1 264        | 25,40        | 1 594       | 31,22       |
|                | Gérard Iragnes | PCF            | 783          | 15,74        |             |             |
|                | Lounis Bourad  | Verts          | 577          | 11,60        |             |             |
|                |                |                |              |              |             |             |
| Inscrits       | Inscrits       | Inscrits       | 8 221        | 100,00       | 8 221       | 100,00      |
| Abstention     | Abstention     | Abstention     | 2 789        | 33,93        | 2 581       | 31,40       |
| Votants        | Votants        | Votants        | 5 432        | 66,07        | 5 640       | 68,60       |
| Blancs et nuls | Blancs et nuls | Blancs et nuls | 456          | 8,39         | 535         | 9,49        |
| Exprimés       | Exprimés       | Exprimés       | 4 976        | 91,61        | 5 105       | 90,51       |

*sortant

### Canton de Cahors-Sud
| Candidats      | Candidats      | Étiquette      | Premier tour | Premier tour |
| Candidats      | Candidats      | Étiquette      | Voix         | %            |
| -------------- | -------------- | -------------- | ------------ | ------------ |
|                | Gérard Miquel* | PS             | 2 408        | 5565         |
|                | Bruno Gatignol | UMP            | 1 039        | 24,01        |
|                | Andrea Queraud | PCF            | 540          | 12,48        |
|                | Lucien Blanc   | DVD            | 340          | 7,86         |
|                |                |                |              |              |
| Inscrits       | Inscrits       | Inscrits       | 7 379        | 100,00       |
| Abstention     | Abstention     | Abstention     | 2 556        | 34,64        |
| Votants        | Votants        | Votants        | 4 823        | 65,36        |
| Blancs et nuls | Blancs et nuls | Blancs et nuls | 496          | 10,28        |
| Exprimés       | Exprimés       | Exprimés       | 4 327        | 89,72        |

*sortant

### Canton de Cajarc
| Candidats      | Candidats           | Étiquette      | Premier tour | Premier tour |
| Candidats      | Candidats           | Étiquette      | Voix         | %            |
| -------------- | ------------------- | -------------- | ------------ | ------------ |
|                | Jean-Jacques Raffy  | DVG            | 1 052        | 52,00        |
|                | Gaston Pissouraille | PRG            | 350          | 17,30        |
|                | Jean-Pierre Bouquie | DVG            | 217          | 10,73        |
|                | Charles Pegourie    | UMP            | 143          | 7,07         |
|                | Christiane Bobe     | FN             | 103          | 5,09         |
|                | Guy Filhol          | PCF            | 72           | 3,56         |
|                | Jean-Pierre Cassou  | UDF            | 67           | 3,31         |
|                | Janine Causse       | EXD            | 19           | 0,94         |
|                |                     |                |              |              |
| Inscrits       | Inscrits            | Inscrits       | 2 629        | 100,00       |
| Abstention     | Abstention          | Abstention     | 541          | 20,58        |
| Votants        | Votants             | Votants        | 2 088        | 79,42        |
| Blancs et nuls | Blancs et nuls      | Blancs et nuls | 65           | 3,11         |
| Exprimés       | Exprimés            | Exprimés       | 2 023        | 96,89        |

### Canton de Cazals
| Candidats      | Candidats        | Étiquette      | Premier tour | Premier tour | Second tour | Second tour |
| Candidats      | Candidats        | Étiquette      | Voix         | %            | Voix        | %           |
| -------------- | ---------------- | -------------- | ------------ | ------------ | ----------- | ----------- |
|                | André Bargues    | PS             | 703          | 45,21        | 1 136       | 75,23       |
|                | Josette Delord   | PRG            | 378          | 24,31        | Retrait     | Retrait     |
|                | Richard Aubry    | UMP            | 214          | 13,76        | 374         | 24,77       |
|                | Jean-Marie Melon | UDF            | 172          | 11,06        |             |             |
|                | Yves Mespoulhe   | PCF            | 88           | 5,66         |             |             |
|                |                  |                |              |              |             |             |
| Inscrits       | Inscrits         | Inscrits       | 2 064        | 100,00       | 2 064       | 100,00      |
| Abstention     | Abstention       | Abstention     | 441          | 21,37        | 441         | 21,37       |
| Votants        | Votants          | Votants        | 1 623        | 78,63        | 1 623       | 78,63       |
| Blancs et nuls | Blancs et nuls   | Blancs et nuls | 68           | 4,19         | 113         | 6,96        |
| Exprimés       | Exprimés         | Exprimés       | 1 555        | 95,81        | 1 510       | 93,04       |

### Canton de Figeac-Est
| Candidats      | Candidats         | Étiquette      | Premier tour | Premier tour |
| Candidats      | Candidats         | Étiquette      | Voix         | %            |
| -------------- | ----------------- | -------------- | ------------ | ------------ |
|                | Nicole Paulo*     | PS             | 2 448        | 58,59        |
|                | Jérôme Belin      | UMP            | 1 096        | 26,23        |
|                | Antoine Soto      | Verts          | 379          | 9,07         |
|                | Serge Sercomanens | PCF            | 255          | 6,10         |
|                |                   |                |              |              |
| Inscrits       | Inscrits          | Inscrits       | 6 514        | 100,00       |
| Abstention     | Abstention        | Abstention     | 2 016        | 30,95        |
| Votants        | Votants           | Votants        | 4 498        | 69,05        |
| Blancs et nuls | Blancs et nuls    | Blancs et nuls | 320          | 7,11         |
| Exprimés       | Exprimés          | Exprimés       | 4 178        | 92,89        |

*sortant

### Canton de Figeac-Ouest
| Candidats      | Candidats        | Étiquette      | Premier tour | Premier tour |
| Candidats      | Candidats        | Étiquette      | Voix         | %            |
| -------------- | ---------------- | -------------- | ------------ | ------------ |
|                | André Mellinger* | PS             | 2 495        | 50,64        |
|                | Philippe Loredo  | UDF            | 772          | 15,67        |
|                | Marc Henry       | DVD            | 746          | 15,14        |
|                | Marc Rubaud      | PCF            | 469          | 9,52         |
|                | Brigitte Dussin  | Verts          | 445          | 9,03         |
|                |                  |                |              |              |
| Inscrits       | Inscrits         | Inscrits       | 7 533        | 100,00       |
| Abstention     | Abstention       | Abstention     | 2 282        | 30,29        |
| Votants        | Votants          | Votants        | 5 251        | 69,71        |
| Blancs et nuls | Blancs et nuls   | Blancs et nuls | 324          | 6,17         |
| Exprimés       | Exprimés         | Exprimés       | 4 927        | 93,83        |

*sortant

### Canton de Gramat
| Candidats      | Candidats         | Étiquette      | Premier tour | Premier tour | Second tour | Second tour |
| Candidats      | Candidats         | Étiquette      | Voix         | %            | Voix        | %           |
| -------------- | ----------------- | -------------- | ------------ | ------------ | ----------- | ----------- |
|                | Maxime Verdier    | PS             | 1 735        | 43,42        | 2 511       | 60,20       |
|                | Jean-Luc Dumas*   | DVD            | 1 063        | 26,60        | 1 660       | 39,80       |
|                | Franck Theil      | DVD            | 652          | 16,32        | Retrait     | Retrait     |
|                | Philippe Faramus  | FN             | 188          | 4,70         |             |             |
|                | Pierre Berthomieu | PRG            | 138          | 3,45         |             |             |
|                | Claude Nastorg    | PCF            | 128          | 3,20         |             |             |
|                | Pierre Laville    | DVG            | 92           | 2,30         |             |             |
|                |                   |                |              |              |             |             |
| Inscrits       | Inscrits          | Inscrits       | 5 694        | 100,00       | 5 694       | 100,00      |
| Abstention     | Abstention        | Abstention     | 1 519        | 26,68        | 1 350       | 23,71       |
| Votants        | Votants           | Votants        | 4 175        | 73,32        | 4 344       | 76,29       |
| Blancs et nuls | Blancs et nuls    | Blancs et nuls | 179          | 4,29         | 173         | 3,98        |
| Exprimés       | Exprimés          | Exprimés       | 3 996        | 95,71        | 4 171       | 96,02       |

*sortant

### Canton de Lacapelle-Marival
| Candidats      | Candidats              | Étiquette      | Premier tour | Premier tour |
| Candidats      | Candidats              | Étiquette      | Voix         | %            |
| -------------- | ---------------------- | -------------- | ------------ | ------------ |
|                | Georges Frescaline*    | PRG            | 2 439        | 69,43        |
|                | Jean-Jacques Bourgeois | DVG            | 651          | 18,53        |
|                | Michel Magot           | PCF            | 423          | 12,04        |
|                |                        |                |              |              |
| Inscrits       | Inscrits               | Inscrits       | 5 135        | 100,00       |
| Abstention     | Abstention             | Abstention     | 1 297        | 25,26        |
| Votants        | Votants                | Votants        | 3 838        | 74,74        |
| Blancs et nuls | Blancs et nuls         | Blancs et nuls | 325          | 8,47         |
| Exprimés       | Exprimés               | Exprimés       | 3 513        | 91,53        |

*sortant

### Canton de Lauzes
| Candidats      | Candidats        | Étiquette      | Premier tour | Premier tour | Second tour | Second tour |
| Candidats      | Candidats        | Étiquette      | Voix         | %            | Voix        | %           |
| -------------- | ---------------- | -------------- | ------------ | ------------ | ----------- | ----------- |
|                | Gérard Gary*     | PS             | 528          | 48,93        | 589         | 51,53       |
|                | Alain Serres     | DVD            | 474          | 43,93        | 554         | 48,47       |
|                | Danielle Sirieys | PCF            | 77           | 7,14         |             |             |
|                |                  |                |              |              |             |             |
| Inscrits       | Inscrits         | Inscrits       | 1 417        | 100,00       | 1 416       | 100,00      |
| Abstention     | Abstention       | Abstention     | 285          | 20,11        | 239         | 16,88       |
| Votants        | Votants          | Votants        | 1 132        | 79,89        | 1 177       | 83,12       |
| Blancs et nuls | Blancs et nuls   | Blancs et nuls | 53           | 4,68         | 34          | 2,89        |
| Exprimés       | Exprimés         | Exprimés       | 1 079        | 95,32        | 1 143       | 97,11       |

*sortant

### Canton de Luzech
| Candidats      | Candidats          | Étiquette      | Premier tour | Premier tour |
| Candidats      | Candidats          | Étiquette      | Voix         | %            |
| -------------- | ------------------ | -------------- | ------------ | ------------ |
|                | Jean-Claude Baldy* | PRG            | 2 020        | 60,83        |
|                | Francois Derruppe  | DVG            | 873          | 26,29        |
|                | Bertrand Le Dortz  | PCF            | 428          | 12,89        |
|                |                    |                |              |              |
| Inscrits       | Inscrits           | Inscrits       | 5 111        | 100,00       |
| Abstention     | Abstention         | Abstention     | 1 474        | 28,84        |
| Votants        | Votants            | Votants        | 3 637        | 71,16        |
| Blancs et nuls | Blancs et nuls     | Blancs et nuls | 316          | 8,69         |
| Exprimés       | Exprimés           | Exprimés       | 3 321        | 91,31        |

*sortant

### Canton de Martel
| Candidats      | Candidats             | Étiquette      | Premier tour | Premier tour |
| Candidats      | Candidats             | Étiquette      | Voix         | %            |
| -------------- | --------------------- | -------------- | ------------ | ------------ |
|                | Jean--Claude Requier* | PRG            | 1 971        | 71,13        |
|                | Nicole Rodier         | PCF            | 438          | 15,81        |
|                | Claude Klein          | FN             | 198          | 7,15         |
|                | Roger Castaner        | DVD            | 122          | 4,40         |
|                | Dominique Fevre       | EXD            | 42           | 1,52         |
|                |                       |                |              |              |
| Inscrits       | Inscrits              | Inscrits       | 4 095        | 100,00       |
| Abstention     | Abstention            | Abstention     | 1 063        | 25,96        |
| Votants        | Votants               | Votants        | 3 032        | 74,04        |
| Blancs et nuls | Blancs et nuls        | Blancs et nuls | 261          | 8,61         |
| Exprimés       | Exprimés              | Exprimés       | 2 771        | 91,39        |

*sortant

### Canton de Payrac
| Candidats      | Candidats         | Étiquette      | Premier tour | Premier tour |
| Candidats      | Candidats         | Étiquette      | Voix         | %            |
| -------------- | ----------------- | -------------- | ------------ | ------------ |
|                | Bernard Choulet*  | PRG            | 1 019        | 83,39        |
|                | Philippe Beggiato | PCF            | 203          | 16,61        |
|                |                   |                |              |              |
| Inscrits       | Inscrits          | Inscrits       | 1 938        | 100,00       |
| Abstention     | Abstention        | Abstention     | 556          | 28,69        |
| Votants        | Votants           | Votants        | 1 382        | 71,31        |
| Blancs et nuls | Blancs et nuls    | Blancs et nuls | 160          | 11,58        |
| Exprimés       | Exprimés          | Exprimés       | 1 222        | 88,42        |

*sortant

### Canton de Saint-Géry
| Candidats      | Candidats                | Étiquette      | Premier tour | Premier tour |
| Candidats      | Candidats                | Étiquette      | Voix         | %            |
| -------------- | ------------------------ | -------------- | ------------ | ------------ |
|                | Michel Quèbre*           | PS             | 699          | 60,21        |
|                | Serge Boutet             | UMP            | 312          | 26,87        |
|                | Jean-Christophe Vialaret | PCF            | 150          | 12,92        |
|                |                          |                |              |              |
| Inscrits       | Inscrits                 | Inscrits       | 1 709        | 100,00       |
| Abstention     | Abstention               | Abstention     | 414          | 24,22        |
| Votants        | Votants                  | Votants        | 1 295        | 75,78        |
| Blancs et nuls | Blancs et nuls           | Blancs et nuls | 134          | 10,35        |
| Exprimés       | Exprimés                 | Exprimés       | 1 161        | 89,65        |

*sortant

### Canton de Souillac
| Candidats      | Candidats              | Étiquette      | Premier tour | Premier tour | Second tour | Second tour |
| Candidats      | Candidats              | Étiquette      | Voix         | %            | Voix        | %           |
| -------------- | ---------------------- | -------------- | ------------ | ------------ | ----------- | ----------- |
|                | André Lestrade         | SE             | 1 674        | 40,67        | 2 212       | 50,79       |
|                | Philippe Mouraud       | PS             | 1 647        | 40,01        | 2 143       | 49,21       |
|                | Jérôme Landes          | FN             | 263          | 6,39         |             |             |
|                | Jean-Claude Leymerigie | Verts          | 254          | 6,17         |             |             |
|                | Yves Bialgues          | PCF            | 239          | 5,81         |             |             |
|                | Alain Mauvais          | SE             | 39           | 0,95         |             |             |
|                |                        |                |              |              |             |             |
| Inscrits       | Inscrits               | Inscrits       | 5 799        | 100,00       | 5 799       | 100,00      |
| Abstention     | Abstention             | Abstention     | 1 483        | 25,57        | 1 220       | 21,04       |
| Votants        | Votants                | Votants        | 4 316        | 74,43        | 4 579       | 78,96       |
| Blancs et nuls | Blancs et nuls         | Blancs et nuls | 200          | 4,63         | 224         | 4,89        |
| Exprimés       | Exprimés               | Exprimés       | 4 116        | 95,37        | 4 355       | 95,11       |

### Canton de Sousceyrac
| Candidats      | Candidats           | Étiquette      | Premier tour | Premier tour | Second tour | Second tour |
| Candidats      | Candidats           | Étiquette      | Voix         | %            | Voix        | %           |
| -------------- | ------------------- | -------------- | ------------ | ------------ | ----------- | ----------- |
|                | Francis Laborie     | DVG            | 478          | 47,19        | 474         | 44,26       |
|                | Jean-Lucien Boucard | DVG            | 404          | 39,88        | 597         | 55,74       |
|                | Thierry Vigreux     | DVD            | 131          | 12,93        |             |             |
|                |                     |                |              |              |             |             |
| Inscrits       | Inscrits            | Inscrits       | 1 302        | 100,00       | 1 302       | 100,00      |
| Abstention     | Abstention          | Abstention     | 251          | 19,28        | 207         | 15,90       |
| Votants        | Votants             | Votants        | 1 051        | 80,72        | 1 095       | 84,10       |
| Blancs et nuls | Blancs et nuls      | Blancs et nuls | 38           | 3,62         | 24          | 2,19        |
| Exprimés       | Exprimés            | Exprimés       | 1 013        | 96,38        | 1 071       | 97,81       |